# Enzooti
En enzooti är en endemi bland djur. En enzootisk sjukdom finns ständigt i en djurpopulation, men påverkar vanligen bara ett litet antal djur vid en viss tidpunkt. En enzootisk spridning av exempelvis en virusinfektion i en population kan alltså sägas hålla en låg nivå, till skillnad från en epizooti som har en utbredd och allvarlig spridning. En enzooti kan spridas från population till population genom parasiter.